# Zbączysko
Zbączysko lub Zamczysko – wzgórze o wysokości 466 m n.p.m. w obrębie miejscowości Ryczów w województwie śląskim, w powiecie zawierciańskim, w gminie Ogrodzieniec. W opracowaniach turystycznych lokalizowane jest w Paśmie Smoleńsko-Niegowonickim, w podziale fizycznogeograficznym Polski według Jerzego Kondrackiego znajduje się na Wyżynie Ryczowskiej wchodzącej w skład Wyżyny Częstochowskiej.
Wzgórze jest całkowicie porośnięte lasem, ale ma skalisty wierzchołek i jest w nim kilka wapiennych ostańców. Największy z nich to ostaniec Ząbczysko o wysokości 18 m. Jest on jednym z obiektów wspinaczkowych w Ryczowskim Mikroregionie Skałkowym. W skałach znajduje się wiele obiektów jaskiniowych: Jaskinia w Zamczysku, Rura w Zamczysku, Schronisko w Zamczysku Pierwsze, Schronisko w Zamczysku Drugie, Schronisko w Zamczysku Trzecie, Schronisko w Zamczysku Czwarte, Schronisko w Zamczysku Piąte, Schronisko w Zamczysku Szóste.
U północno-wschodnich podnóży Zbączyska dawniej znajdowała się osada, na mapie z 1850 r. opisana jako leśniczówka, na niemieckiej mapie z przełomu XIX i XX wieku jako leśniczówka Łazy, zaś na mapie WIG z 1935 r. jako gajówka Psiarskie. W listopadzie 1914 roku w lasach otaczających tę osadę toczyły się walki między wojskami rosyjskimi i austro-węgierskimi. Pozostały po nich okopy, których dobrze zachowane pozostałości w wielu miejscach są jeszcze widoczne. Przy okopach tych pomiędzy Zamczyskiem a Kaczmarkową Skałą na drzewach znajdują się dwie szafkowe kapliczki. W gajówce Psiarskie w 1944 roku przez kilka miesięcy działała kuchnia oddziału AK, a w otaczających ją lasach stacjonował oddział AK Surowiec.
Północnymi zboczami Zbączyska prowadzi szlak turystyki rowerowej i pieszej